# Jakob Preh
Jakob Preh (* 11. März 1889 in Kaiserslautern; † 7. April 1945 in Bad Neustadt an der Saale) war Unternehmer und Firmengründer der Preh-Werke in Bad Neustadt/Saale.

## Leben

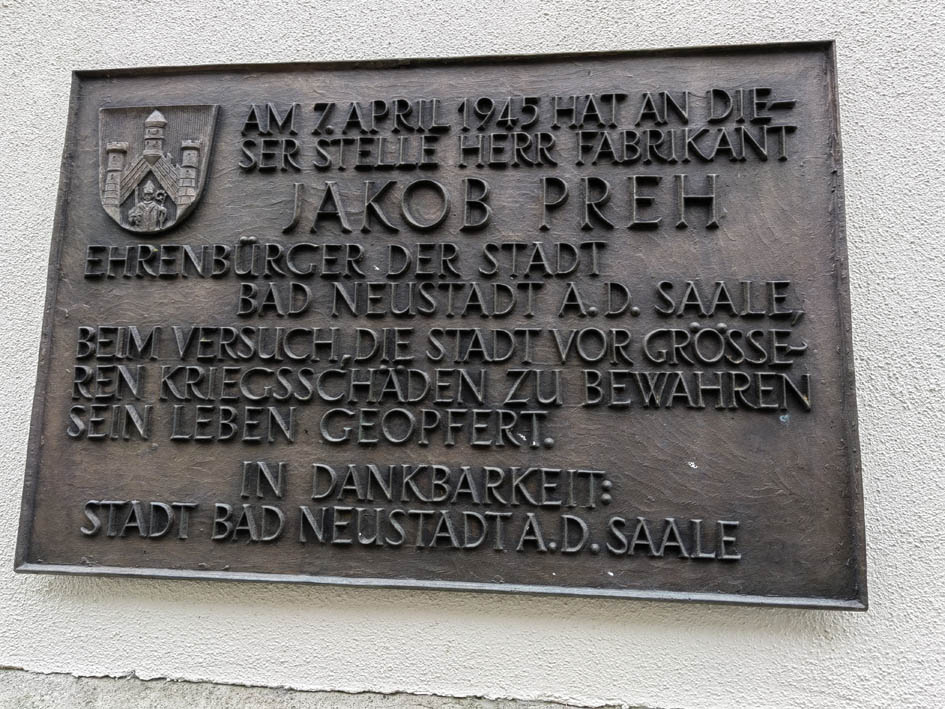
Gedenktafel für Jakob Preh am Rathaus von Bad Neustadt

Jakob Preh wurde in Kaiserslautern geboren. Am Ende des Ersten Weltkriegs kam er als Leutnant des 23. bayerischen Infanterie-Regimentes nach Bad Neustadt. Am 11. März 1919 gründete er in einer Gastwirtschaft die Preh GmbH zur Produktion von Elektroinstallationsmaterialien. Preh präsentierte 1924 sein erstes eigenes Radiogerät „Preh-Funk“. Ab 1932 wurde elektrisches Autozubehör hergestellt. 1938 wurde die Firma in Preh Elektromechanische Feinwerke Jakob Preh Nachf. umbenannt. Er war der Begründer der Firma Preh, die ihren Aufstieg mit der Montage von Radiogeräten begann und die in den Folgejahren mit der Herstellung von Elektronikartikeln für die Rundfunk- und Fernsehindustrie aufgrund ihrer Qualität und Zuverlässigkeit ein hohes Ansehen im In- und Ausland erwarb. „Mit Schreiben vom 29. Oktober 1939 wurde der reichsdeutsche Industrielle J. Preh in Würzburg darüber informiert daß in Vorarlberg zwei stillgelegte Firmen ausgekundschaftet worden seien, die seinen Vorstellungen für einen hier zu eröffnenden Zweigbetrieb entsprechen könnten. Zum einen war dies die ehemalige Textildruckerei des Samuel Jenny in Hard“. Zu Kriegsende, am 7. April 1945 wurde Jakob Preh bei dem Versuch, die Stadt Bad Neustadt kampflos und unversehrt an die Alliierten zu übergeben, von einem Angehörigen der SS aus dem Hinterhalt erschossen.
Seit 1996 ist die Jakob-Preh-Schule in Bad Neustadt nach ihm benannt.

## Ehrenamt
Jakob Preh war von 1937 bis 1945 erster Vorsitzender der „Gesellschaft zur Förderung der Wissenschaften bei der Universität Würzburg“. Auf seine Initiative geht die Stiftung des Röntgenpreises der Universität Würzburg zurück, den er mit 100.000 Reichsmark ausstattete. Die ersten Preisträger waren der Botaniker Hans Burgeff für das Jahr 1942 und der Mediziner Georg Schaltenbrand für das Jahr 1943.